# Izzeldin Abuelaish

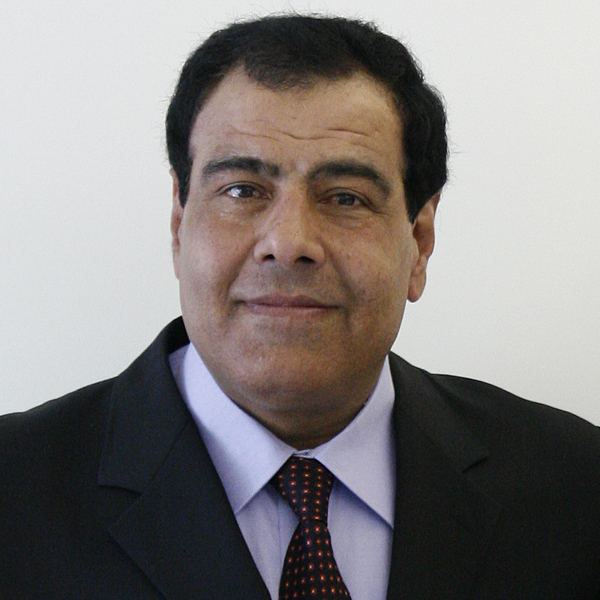
Izzeldin Abuelaish

Izzeldin Abuelaish (arabisch عزالدين أبو العيش, geboren am 3. Februar 1955 in Dschabaliya, Gazastreifen) ist ein palästinensisch-kanadischer Arzt, Hochschullehrer und Friedensaktivist.

## Leben und Karriere
Izzeldin Abuelaish wurde am 3. Februar 1955 im Flüchtlingslager Dschabaliya im Gazastreifen geboren. Seine Eltern waren 1948 aus ihrem Heimatdorf Houg in der Nähe von Sderot während der Nakba vertrieben worden. Er ist das älteste von neun Kindern.
Abuelaish studierte mit einem Stipendium Medizin in Kairo; spätere Studienaufenthalte brachten ihn an die University of London und an die Harvard-Universität. Er spezialisierte sich auf Gynäkologie und Geburtshilfe und erhielt weiterhin einen Master der Gesundheitswissenschaften. Als erster palästinensischer Arzt überhaupt arbeitete Abuelaish in einem israelischen Krankenhaus, wo er Israelis und Palästinenser behandelte. Bis 2009 arbeitete er als leitender Forscher am Sheba Medical Center in Tel Aviv. 2011 emigrierte er nach Kanada und wurde dort Associate Professor für öffentliches Gesundheitswesen an Dalla Lana School of Public Health an der Universität Toronto.
Abuelaish ist gläubiger Muslim. Seine Ehefrau starb 2008 an Leukämie. Abuelaish lebt in Toronto und ist seit 2015 kanadischer Staatsbürger.

## Friedensaktivismus
Abuelaish ist auch als Friedensaktivist im Israel-Gaza Konflikt in Erscheinung getreten. Er wurde bereits fünfmal für den Friedensnobelpreis nominiert.
Am 16. Januar 2009 starben drei seiner Töchter und eine Nichte bei einem israelischen Angriff während der Operation Gegossenes Blei. Abuelashi war bereits in den vorherigen Wochen des Krieges täglich auf dem israelischen Fernsehkanal Channel 10 zu Gast, um über die Lage im Gazastreifen zu berichten. Nach dem Tod seiner Töchter rief er den Moderator von Channel 10, Shlomi Eldar an, das emotionale Telefonat wurde live im Fernsehen übertragen und ging daraufhin im Internet viral.
Infolge der Tode gründete er die Stiftung Daughters for Life, die sich für Bildung von Mädchen im Nahen Osten einsetzt. Außerdem veröffentlichte er 2010 seine Memoiren I Shall Not Hate: a Gaza Doctor's Journey, die in 23 Sprachen übersetzt wurden. Abuelaishs Memoiren wurden auch für das Theater adaptiert.

## Auszeichnungen und Ehrendoktorwürden (Auswahl)
(Quelle: )

### Auszeichnungen
- fünfmalige Nominierung für den Friedensnobelpreis
- 2009: Nominiert für den Sacharow-Preis
- 2010: Mahatma Gandhi Peace Award of Canada
- 2012: Calgary Peace Prize
- 2012: Walter Reuther Social Justice Award
- 2013: Order of Ontario

### Ehrendoktorwürden
- 2011: Ehrendoktor der Queen’s University
- 2013: Ehrendoktor der University of Toronto
- 2016: Ehrendoktorwürde der University of Windsor
- 2016: Ehrendoktorwürde der Simon Fraser University

## Bücher
- I Shall Not Hate: A Gaza Doctor's Journey. Random House, 2010.
  - Ich werde nicht hassen: meine Töchter starben, meine Hoffnung lebt weiter. Langen Müller Verlag, München 2022, ISBN 978-3-7844-3652-4 (übersetzt von Ingrid Exo).